# Giuliana Berlinguer

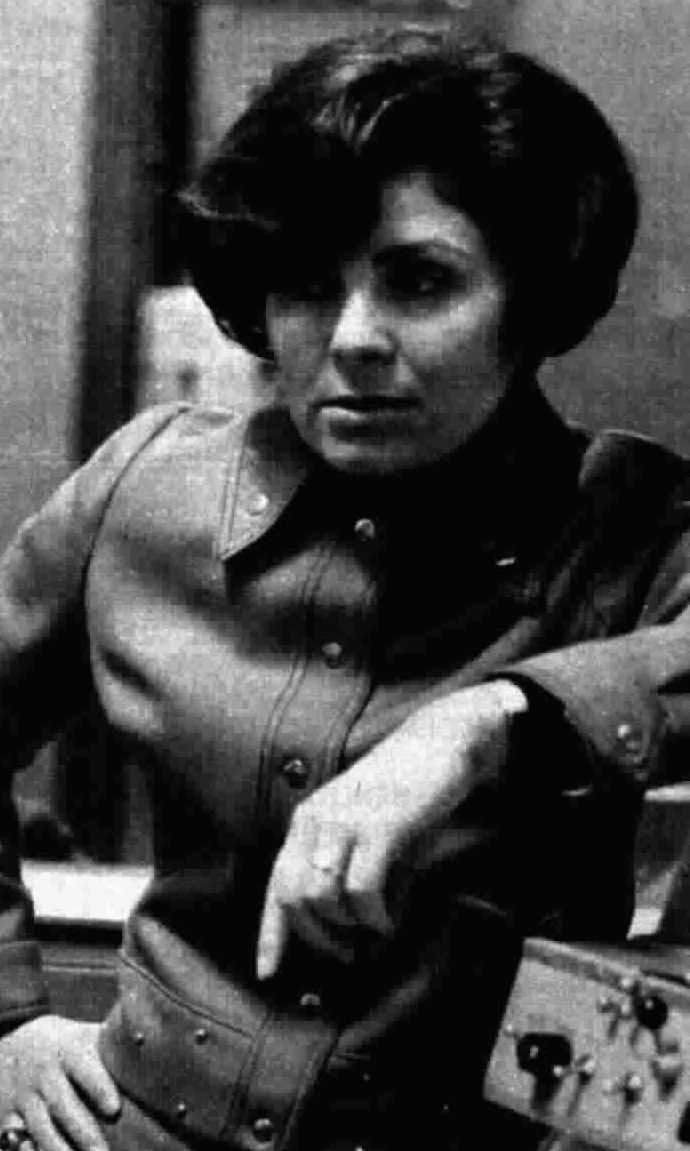
Giuliana Berlinguer

Giuliana Berlinguer (geboren als Giuliana Ruggerini am 23. November 1933 in Mantua; gestorben am 15. September 2014 in Rom) war eine italienische Regisseurin, Drehbuchautorin und Schriftstellerin.

## Leben
Berlinguer diplomierte an der Accademia d'Arte Drammatica und arbeitete dann ab Mitte der 1960er Jahre für die RAI. 1968 und im Folgejahr inszenierte sie die erfolgreiche Serie um die Figur des Nero Wolfe und drehte in der Folge etliche Fernsehfilme und den Kinofilm Il disertore (1983), der beim Filmfestival von Venedig präsentiert wurde. Im neuen Jahrtausend beteiligte sie sich an Dokumentarfilmen mit Episodencharakter.
Berlinguer betätigte sich seit 1985 auch als Schriftstellerin. Für den Roman Una per sei erhielt sie 1986 den Premio letterario nazionale per la donna scrittrice in Rapallo.

## Privates
Giuliana Berlinguer war mit dem Politiker Giovanni Berlinguer verheiratet. Sie hatten drei Kinder: Luisa, Mario und Lidia.

## Filmografie (Auswahl)
- 1969–1971: Nero Wolfe (Fernsehserie)
- 1983: Der Deserteur (Il disertore)
- 2002: Lettere dalla Palestina

## Veröffentlichungen (Auswahl)
- Una per sei. Camunia, Mailand 1985, OCLC 635932967.
  - deutsch: Eine für sechs. Ed. Collage, Hildesheim 1989, ISBN 3-924479-23-2.
- Il braccio d'argento. Camunia, Mailand 1988, ISBN 88-7767-020-7.
- La soluzione. Rizzoli, Mailand 1990, ISBN 88-17-66042-6.
- Agata e i suoi. Rizzoli, Mailand 1994, ISBN 88-17-66050-7.
- Motorpatia: originale radiofonico. RAI-ERI, Rom 1997, ISBN 88-397-0976-2.
- Il mago dell'occidente. Giunti, Florenz 1997, ISBN 88-09-21065-4.
- Mit Evandro Agazzi, Mario Capanna, Franco Fortinio, Yvonne Fracassetti Brondino, Giorgio Gattei, Fabio Minazzi, Franco Selleri, Silvano Tagliagambe: Lezioni sul Novecento: storia, teoria e analisi letteraria. Il polígrafo, Padua 1997, OCLC 1322966734.